# Zadzwońcie po milicję!
Zadzwońcie po milicję – szesnasty album zespołu Big Cyc, wydany z okazji 30 rocznicy wprowadzenia stanu wojennego. Na płycie znalazło się 11 utworów należących do punkrockowych zespołów z przełomu lat 82-89, takich jak: Miki Mousoleum, Brzytwa Ojca, Karcer, Cela nr 3, Współczynnik Inteligencji.
Na ścieżce dźwiękowej znalazły się również autentyczne materiały z archiwum IPN: syreny milicyjne, okrzyki demonstrantów, radiowe rozmowy pomiędzy milicjantami, konferencje prasowe w których uczestniczył Jerzy Urban, czy fragmenty przemówień generała Jaruzelskiego. Przy realizacji projektu pomagało Narodowe Centrum Kultury oraz Stowarzyszenie Strefa Kultury.

## Lista utworów
| Nr  | Tytuł utworu         | Długość |
| --- | -------------------- | ------- |
| 1.  | „ZOMO na Legnickiej” |         |
| 2.  | „Dyktator”           |         |
| 3.  | „Ruski keczap”       |         |
| 4.  | „Dziki kraj”         |         |
| 5.  | „Polska”             |         |
| 6.  | „Dynamit na kartki”  |         |
| 7.  | „Życie za hymn”      |         |
| 8.  | „Czarna Wołga”       |         |
| 9.  | „Biały murzyn”       |         |
| 10. | „Na straży pokoju”   |         |
| 11. | „Nasz PRL”           |         |

## Teledyski
- Polska (Zadzwońcie po milicję!)
- ZOMO na Legnickiej (Zadzwońcie po milicję!)

## Skład
- Jacek Jędrzejak – gitara basowa, śpiew
- Roman Lechowicz "Piękny Roman" – gitara, śpiew
- Jarosław Lis "Jerry" – perkusja, śpiew
- Krzysztof Skiba – śpiew
- Piotr Sztajdel „Gadak" – instrumenty klawiszowe
- Marek Szajda – gitara